# Meduloepiteliom
Meduloepiteliom je vzácný primitivní a rychle rostoucí maligní mozkový tumor, o němž se soudí, že pochází z buněk embryonální medulární dutiny. Tumory pocházející z řasnatého tělíska lidského oka se nazývají embryonální meduloepiteliomy nebo diktyomy.

## Diagnostika a léčba
Nádor se vyskytuje v kostech, chrupavce i ve svalech. Protože jde o rychle rostoucí nádor časného dětství, i přes radioterapii, chemoterapii a chirurgické odstranění většina dětí s tímto nádorem zemře v průběhu 1 roku. U dospělých existuje i zcela benigní varianta.